# چاه وحدت‌آباد خمینی
چاه وحدت‌آباد خمینی روستایی در دهستان درح بخش درح شهرستان سربیشه استان خراسان جنوبی ایران است.

## جمعیت
بر پایه سرشماری عمومی نفوس و مسکن در سال ۱۳۹۵ جمعیت این روستا ۹۸ نفر (۲۶خانوار) بوده‌است.